# Towada-Hachimantai-Nationalpark
Der Towada-Hachimantai-Nationalpark (jap. 十和田八幡平国立公園, Towada Hachimantai Kokuritsu Kōen) ist ein japanischer Nationalpark in der Region Tōhoku im Norden Honshūs. Der Nationalpark ist mit der IUCN-Schutzkategorie II klassifiziert. Das japanische Umweltministerium ist für die Verwaltung des Nationalparks zuständig. Das Parkgebiet teilt sich in speziell geschützte, geschützte und gewöhnliche Zonen.

## Geschichte
Am 1. Februar 1936 wurde nur die Region Towada als Towada-Nationalpark ausgewiesen, zeitgleich mit dem Yoshino-Kumano-Nationalpark, dem Fuji Hakone-Nationalpark (später Fuji-Hakone-Izu-Nationalpark) und dem Daisen-Nationalpark (später Daisen-Oki-Nationalpark). Mit dem Hinzufügen des Gebiets um den Vulkan Hachimantai am 10. Juli 1956 wurde der Name in den heutigen Nationalpark Towada-Hachimantai geändert.
Briefmarken

Am 20. Juli 1951 wurde ein Block aus vier Briefmarken als Teil der Nationalparkserie ausgegeben.
| Briefmarke | Motiv                                 | Farbe | Wert   | Ausgabedatum  |
| ---------- | ------------------------------------- | ----- | ------ | ------------- |
|            | Oirase-Fluss                          | braun | 2 Yen  | 20. Juli 1951 |
|            | Towada-See                            | grün  | 8 Yen  | 20. Juli 1951 |
|            | Blick auf den Towada-See von Kankodai | rot   | 14 Yen | 20. Juli 1951 |
|            | Hakkōda-Berge im Winter               | blau  | 24 Yen | 20. Juli 1951 |

## Landmarken
Das Parkgebiet erstreckt sich über die zwei namensgebenden Teilgebiete um den See Towada und den Vulkan Hachimantai, die etwa 50 km entfernt voneinander liegen:
Der Towada-See ist der größte Calderasee Honshūs. Im Wald unweit des Sees liegt der Schrein Towada-jinja. Zudem entspringt Oirase-Flusstal am Towada-See.
In der Nähe des Sees liegt das Hakkōda-Gebirge und das Tashirotai-Feuchtgebiet.
Der Vulkan Hachimantai hat eine Höhe von 1613 m.
Andere Erhebungen in der Umgebung sind der Schichtvulkan Iwate (2038 m) und der Vulkan Akita-Komagatake (1637 m) am Südende des Parks. Letzterer brach zuletzt 1971 aus. Im Nordosten des Iwate liegt ein großes Andesit-Feld aus abgeflossener Lawa. Aufgrund der vulkanischen Aktivität gibt es zahlreiche Onsen auf dem Gebiet des Nationalparks wie beispielsweise Tamagawa Onsen, Sukayu Onsen, Tsuta Onsen und Nyuto Onsen. Um den Hachimantai gibt es zahlreiche artenreiche Feuchtgebiete.

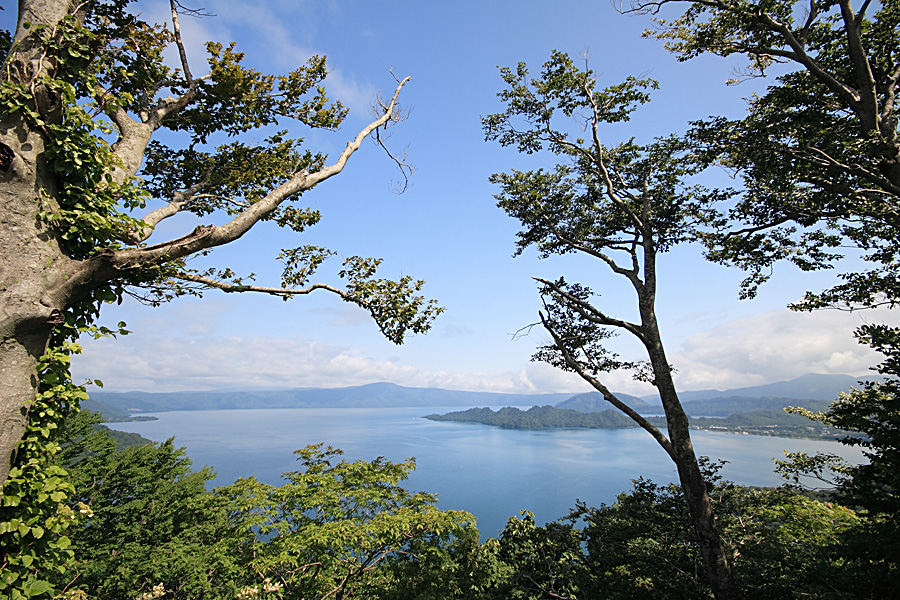
Towada-See
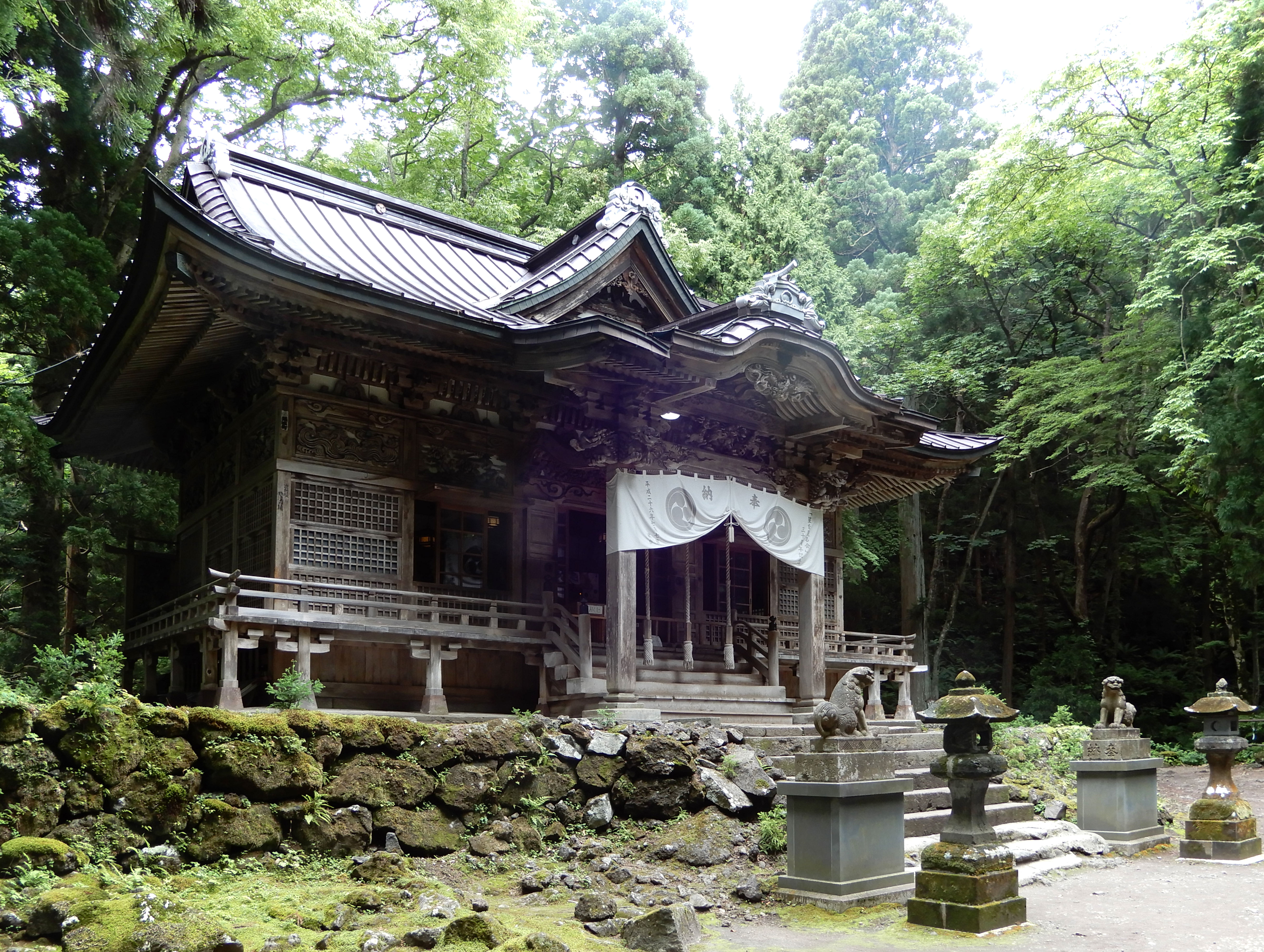
Towada-jinja
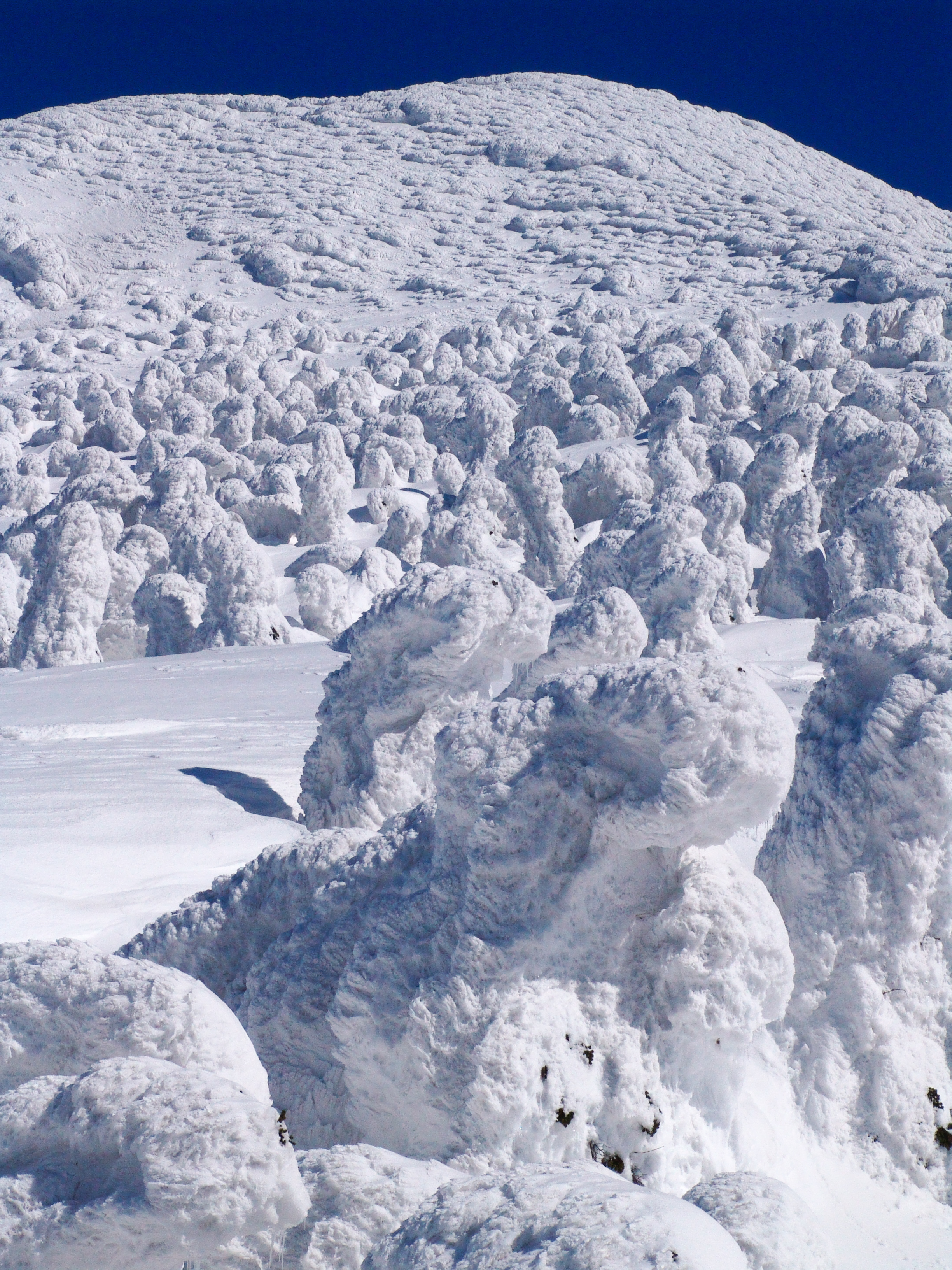
Hakkōda im Winter
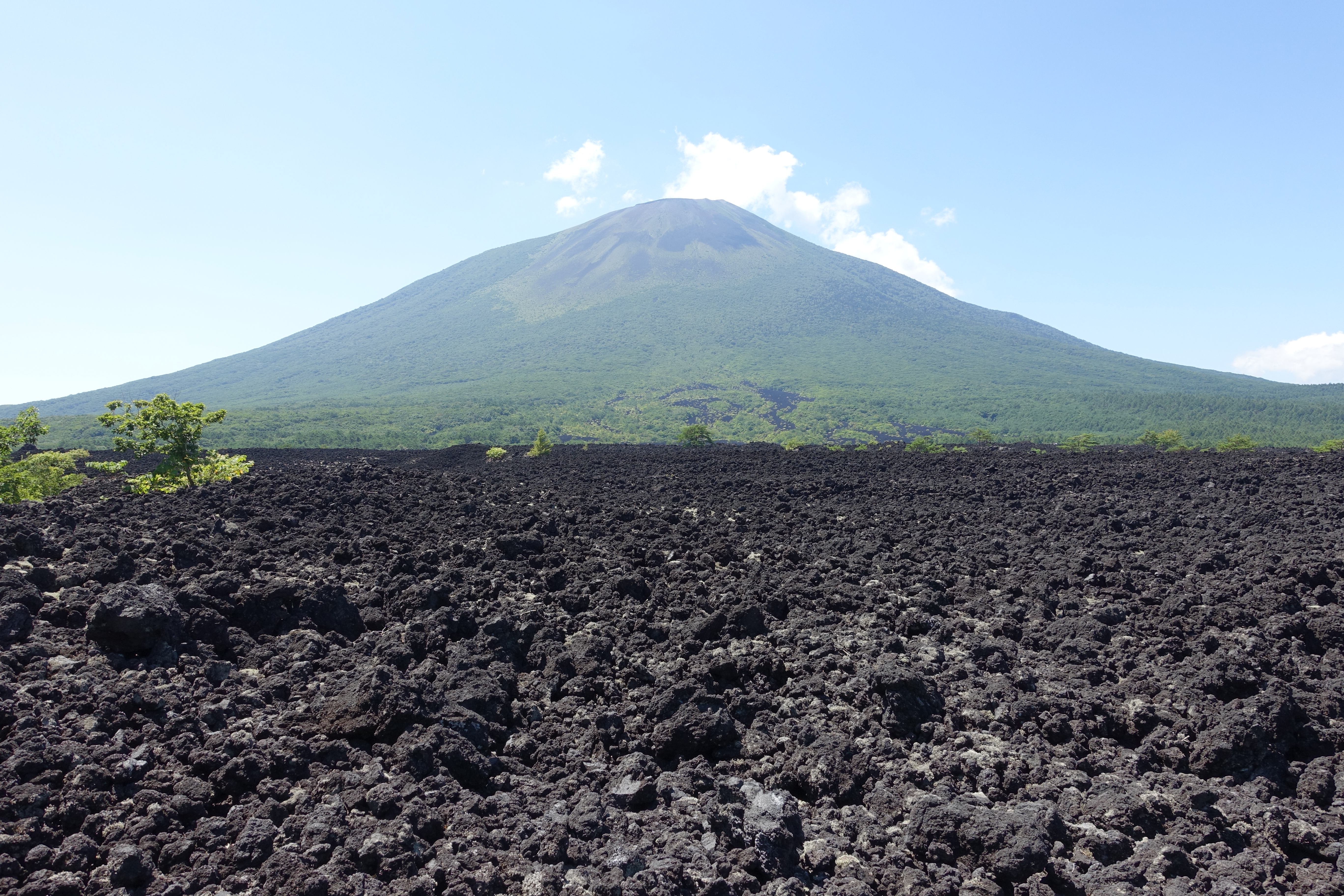
Yakehasgiri (Lawa) und Iwate
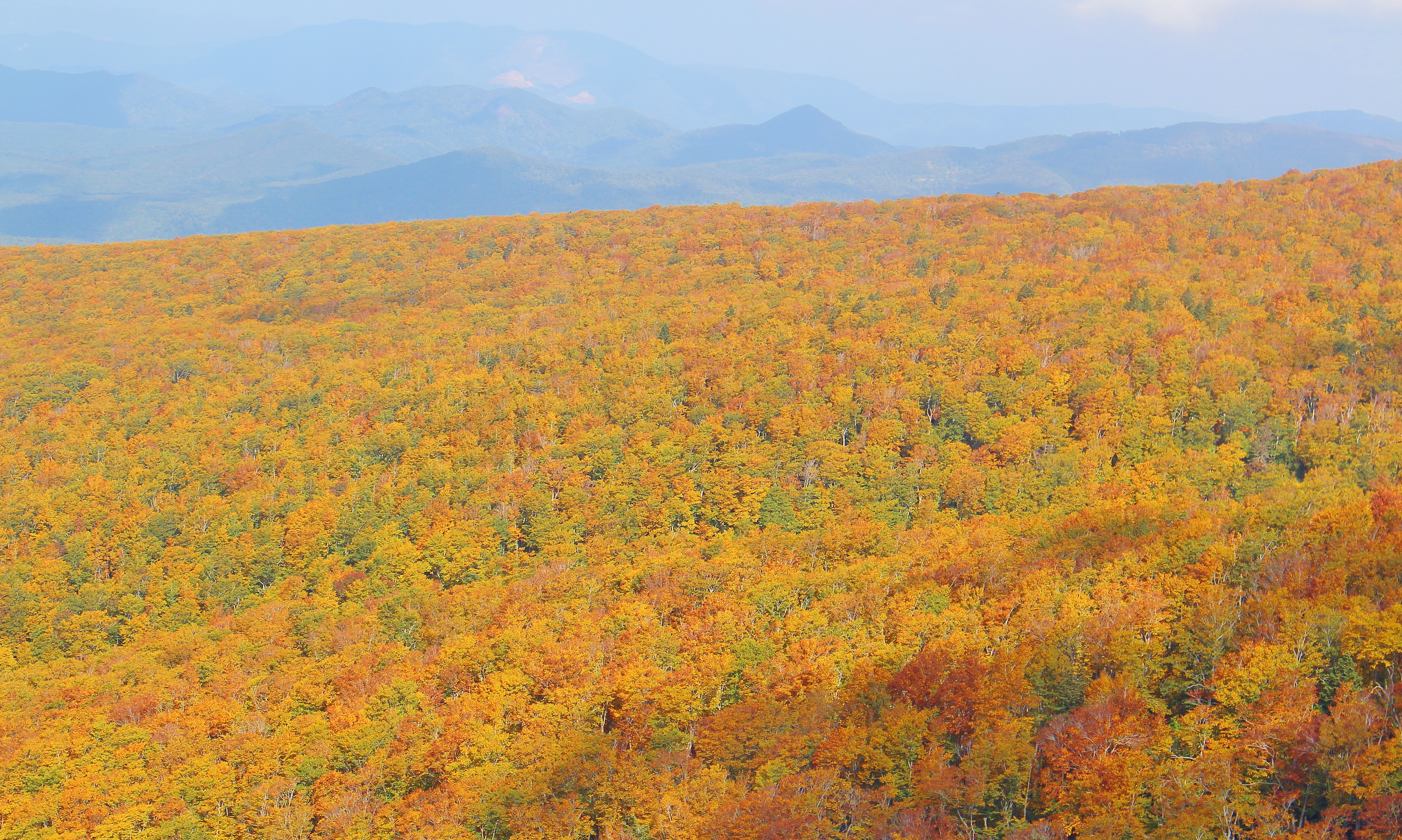
Laubfärbung im Herbst
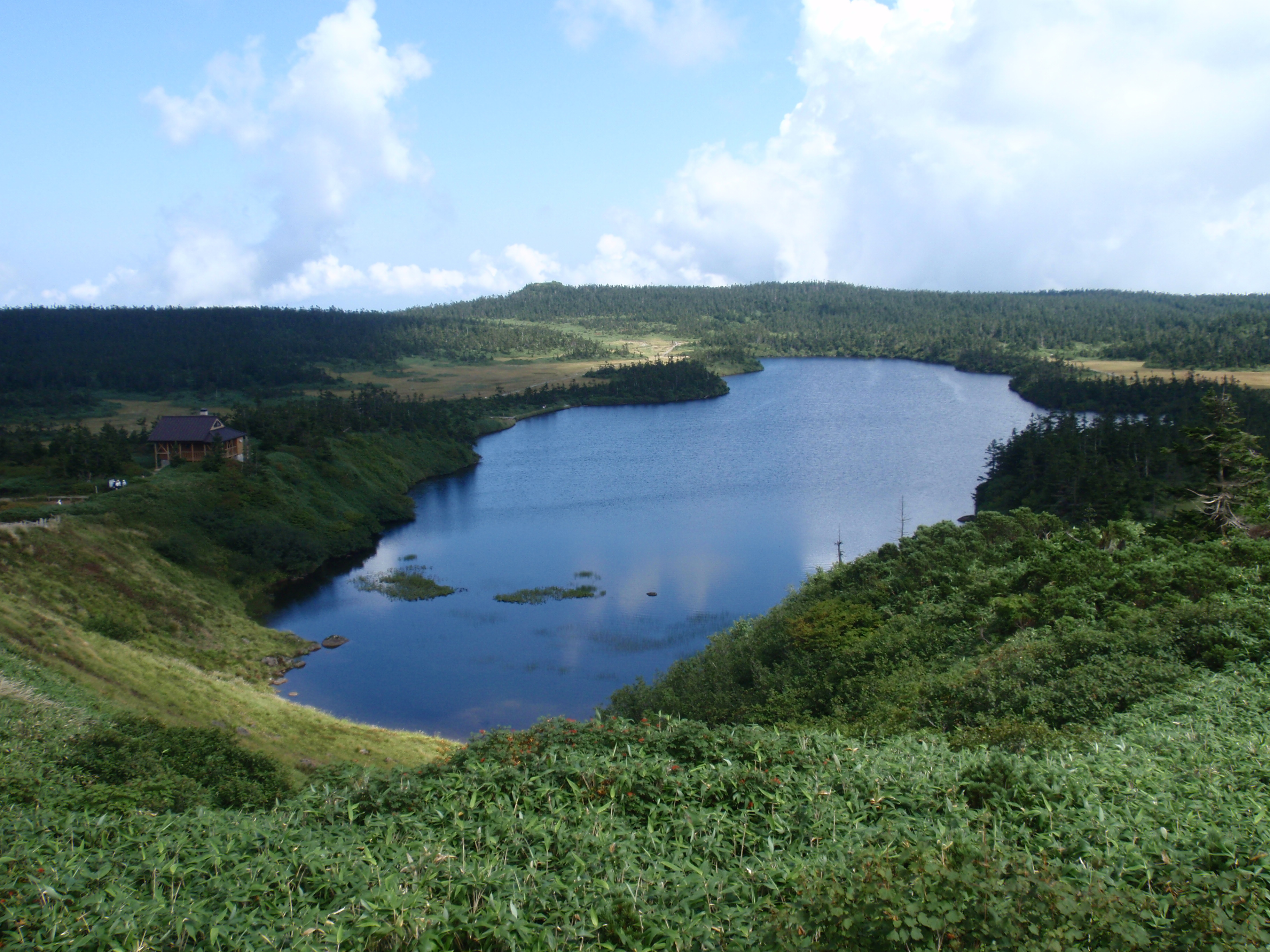
Feuchtgebiet am Hachimantai
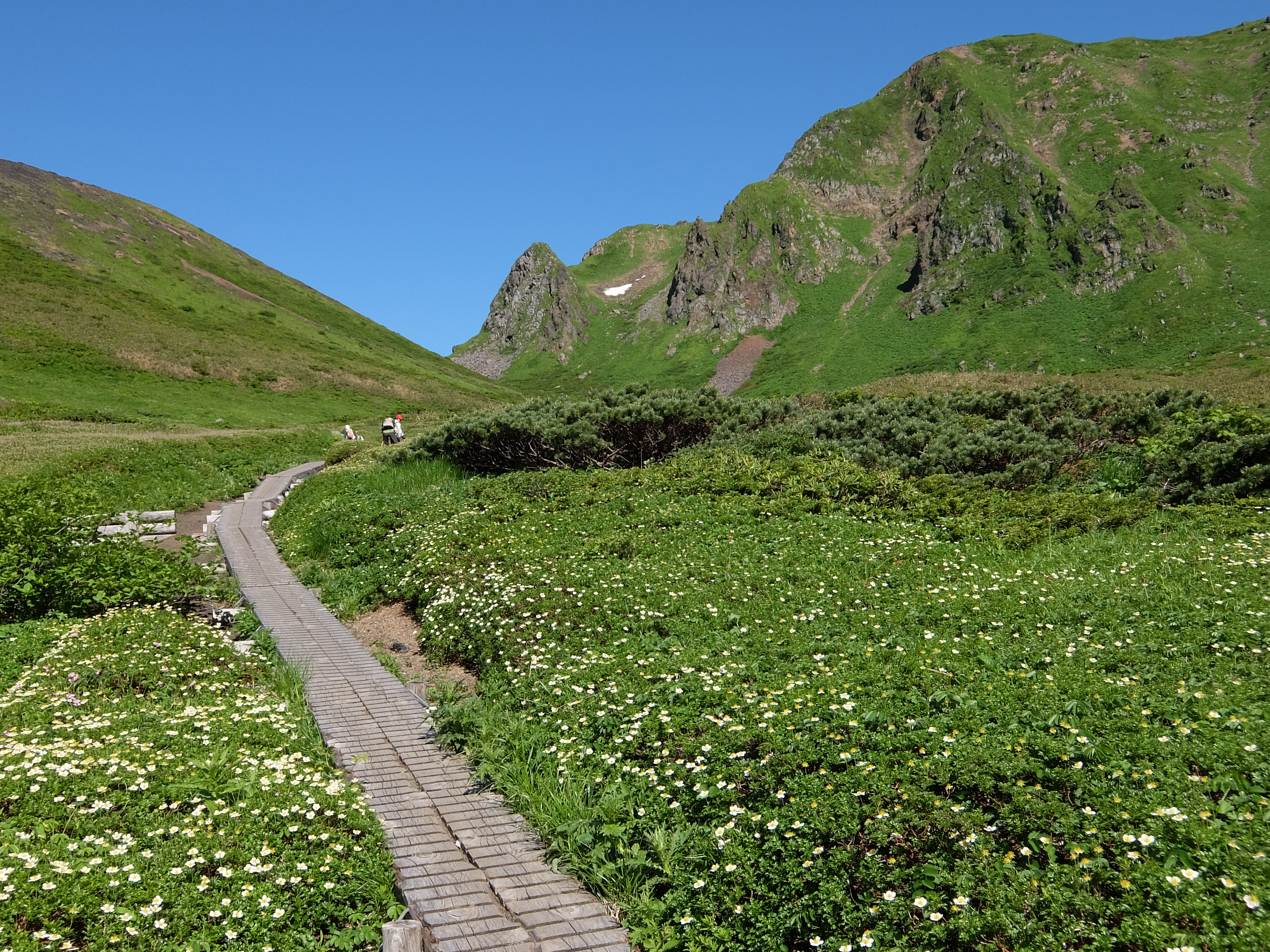
Akita-Komagatake

## Flora und Fauna
Der Nationalpark dient einer Vielzahl an Tier- und Pflanzenarten als Lebensraum. Unter den größeren Säugetieren findet man Japanische Serau und Kragenbären. Unter den Vögeln findet man die in Japan stark gefährdete Steinadler-Unterart Aquila chrysaetos japonica. Die Ruderfroschart Zhangixalus arboreus ist in Japan endemisch und legt ihre Eier in über Wasser hängenden Ästen ab. Nennenswerte Pflanzenarten sind die Maries-Tanne (Abies mariesii) und die Fernöstliche Herzblume (Dicentra peregrina), die auf den Bergen des Nationalparks gefunden werden kann.

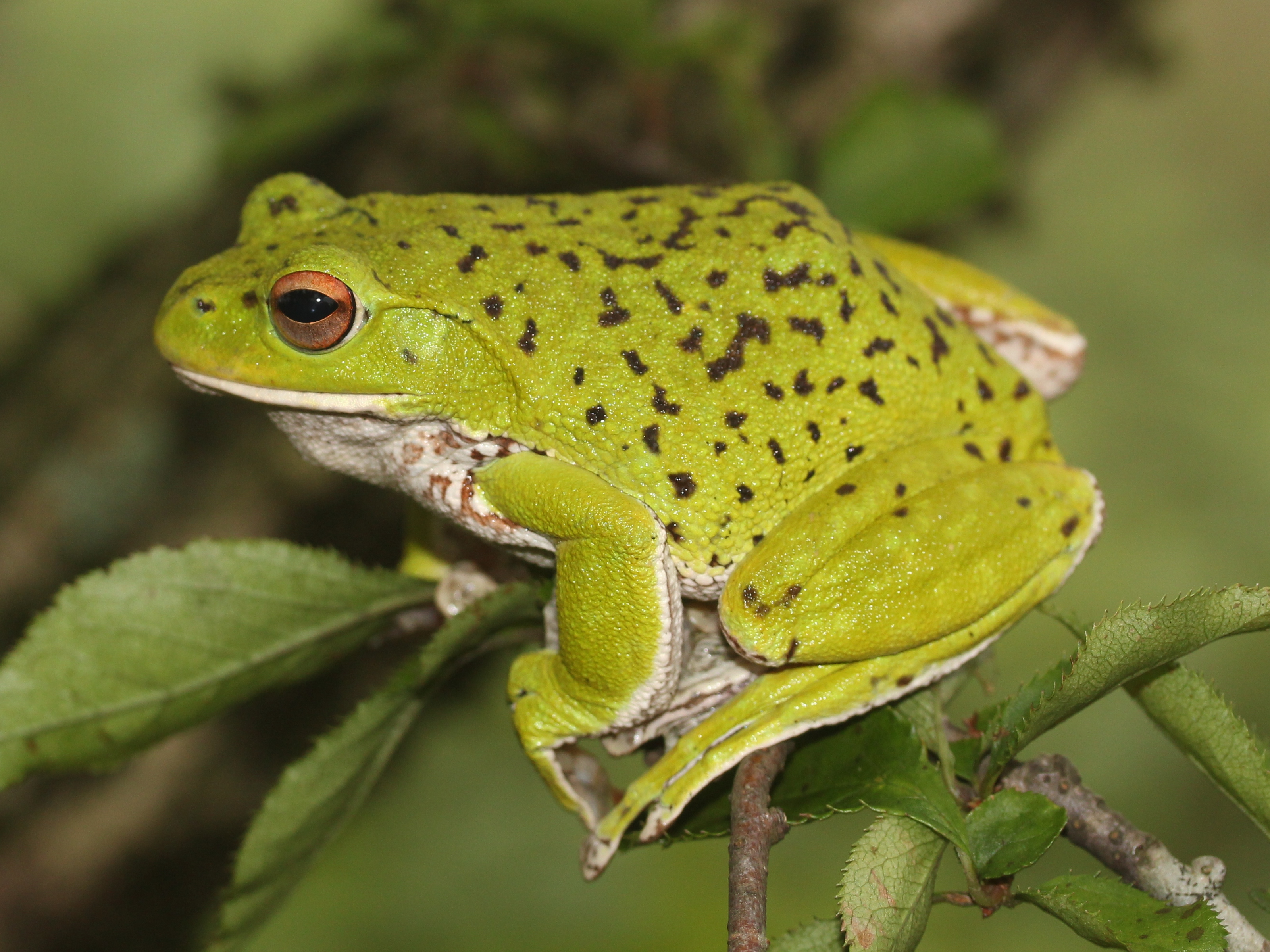
Zhangixalus arboreus
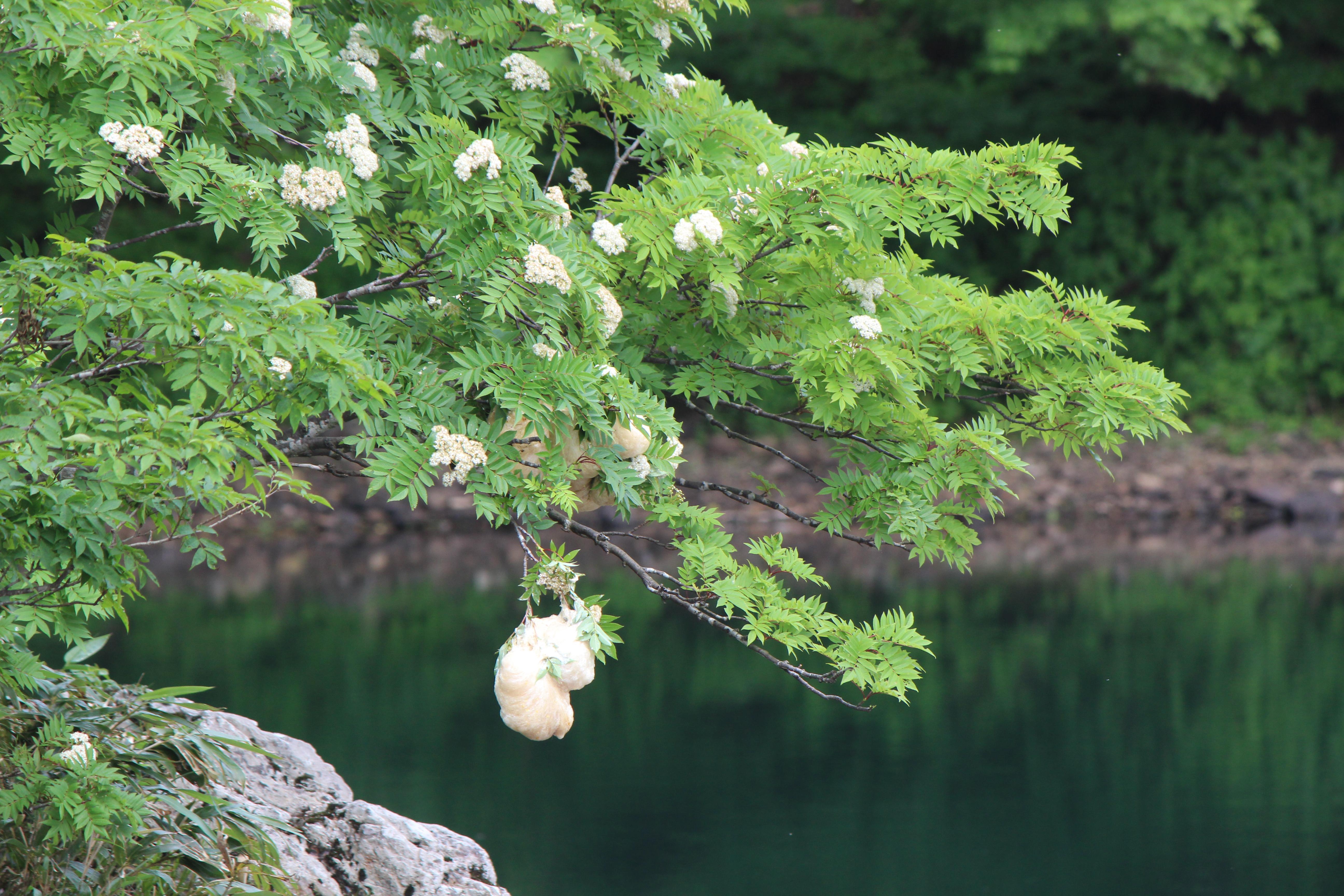
Eier von Zhangixalus arboreus
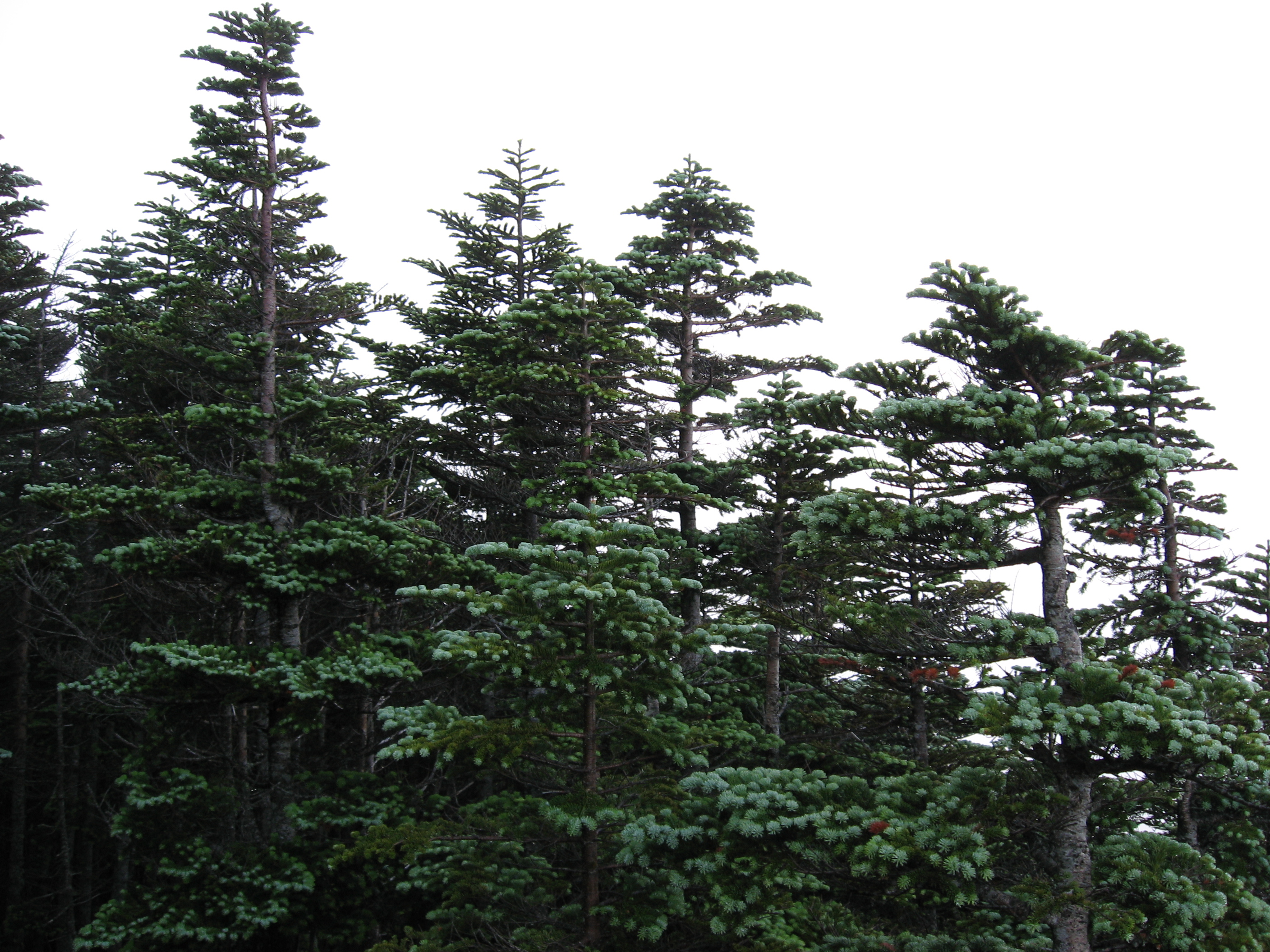
Maries-Tannen
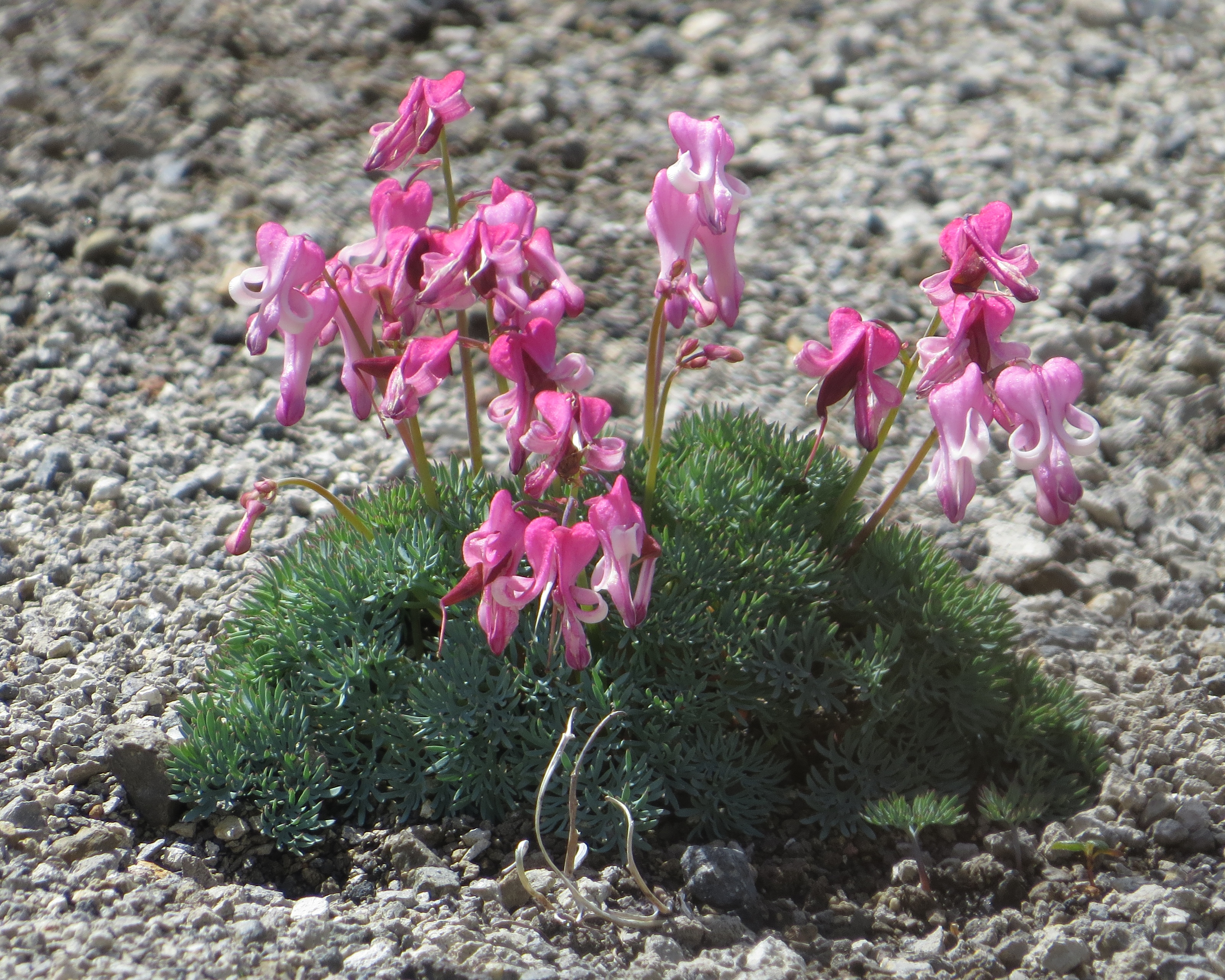
Fernöstliche Herzblume

## Tourismus
Es gibt mehrere Einrichtungen für Parkbesucher:
- Towada Besucherzentrum

Das Towada Besucherzentrum liegt in der Präfektur Aomori am Südostufer des Towada-Sees. Es ist von Ende April bis Ende Oktober geöffnet und der Eintritt ist kostenlos.
- Sukayu Informationszentrum

Das Sukayu Informationszentrum ist von Ende April bis Ende November geöffnet.
- Hachimantai Besucherzentrum

Das Hachimantai Besucherzentrum liegt in der Präfektur Akita im Nordwesten des Hachimantais. Es ist von Ende April bis Anfang November geöffnet.
- Amihari Besucherzentrum

Das Amihari Besucherzentrum liegt in Shizukuishi (Präfektur Iwate)
Innerhalb eines Jahres haben zuletzt (Stand 2013) 4,5 Millionen Personen den Nationalpark besucht.